# Pleurosaurus
Genre
Espèces de rang inférieur
- † P. goldfussi 
Meyer, 1831 (espèce type)
- † P. ginsburgi 
Fabre, 1974[1]

Pleurosaurus est un genre éteint de reptiles aquatiques. Il a vécu au cours du Jurassique terminal (étage Tithonien), soit il y a environ entre 152 et 145 Ma (millions d'années).
Des restes fossiles de Pleusosaurus n'ont été découverts qu'en France (principalement dans les gisements de Cerin dans l'Ain et de Canjuers dans le Var) et en Allemagne dans les calcaires de Solnhofen.
Deux espèces de Pleurosaurus sont connues :
- P. goldfussi ;
- P. ginsburgi[1].

## Description

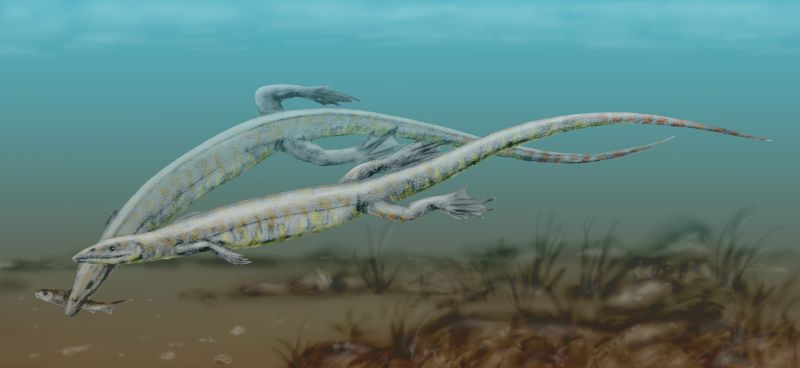
Vue d'artiste de deux Pleurosaurus.

Il s'agissait d'animaux aquatiques car pourvus de membres et d'une morphologie adaptés à la nage : la queue était plate, ce qui facilitait la nage.
La taille typique de Pleurosaurus est d'environ 1,50 m de longueur, une taille relativement modeste par rapport aux gigantesques animaux des mers du Jurassique.
Il ne devait se rendre sur la terre ferme que de façon très occasionnelle, peut être seulement au moment de la reproduction.
Leurs petites dents, coniques et recourbées vers l'arrière, en font un animal au régime alimentaire piscivore.
Le crâne de Pleurosaurus est petit et triangulaire, ses mâchoires sont allongées et arquées en forme de bec corné.

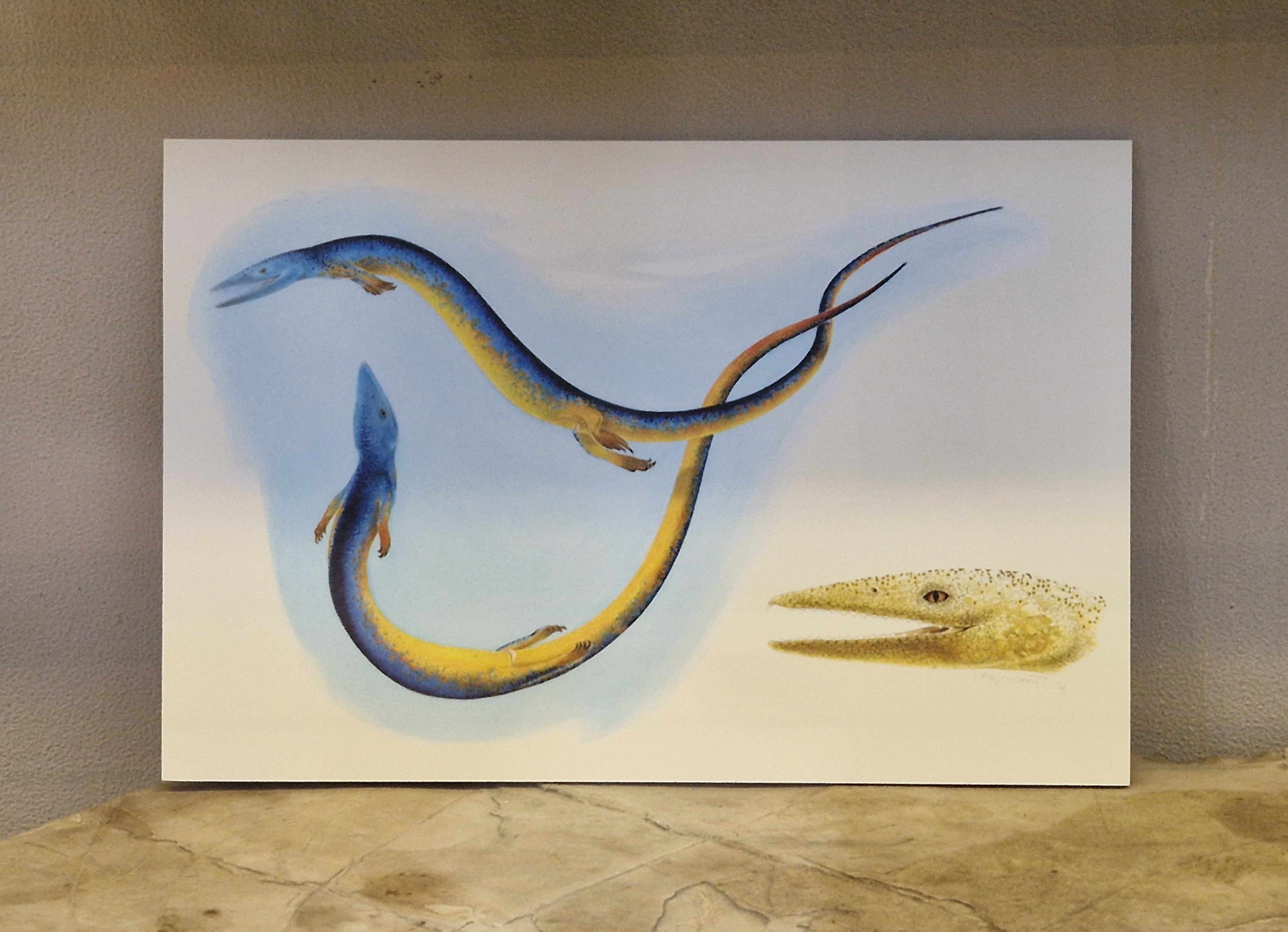
Reconstitution 3D du Pleurosaurus